# Euphorbia nyassae
Euphorbia nyassae es una especie fanerógama perteneciente a la familia Euphorbiaceae. Es endémica de Tanzania.

## Descripción
Es una  planta suculenta, arbustiva o semi-postrada y perennifolia que alcanza un tamaño de 25-100 cm de altura, con tallos ramificados, ramas con 4-5-ángulos, de 1 a 1,5 cm de espesor, superficialmente los ángulos dentados, con dientes redondeados de 1-1.5 cm de separación; espinosa.

## Ecología
Se encuentra entre piedras en una meseta abrupta, a una altitud de 1500 metros.

## Taxonomía
Euphorbia nyassae fue descrita por Ferdinand Albin Pax y publicado en Botanische Jahrbücher für Systematik, Pflanzengeschichte und Pflanzengeographie 34: 375. 1904.
Etimología
Euphorbia: nombre genérico que deriva del médico griego del rey Juba II de Mauritania (52 a 50 a. C. - 23), Euphorbus, en su honor – o en alusión a su gran vientre –  ya que usaba médicamente Euphorbia resinifera. En 1753 Carlos Linneo asignó el nombre a todo el género.
nyassae: epíteto geográfico que alude a su localización en el Lago Nyassa.
Sinonimia
- Euphorbia tetracantha Pax[4][5]